# БМ-21 Град
Вижте пояснителната страница за други значения на Град.
БМ-21 Град (на руски: БМ-21 „Град“) е съветска 122 мм реактивна система за залпов огън с калибър 122 мм. Разчетът е от 5 души. Установката има 40 направляващи. Изстрелва залп от 40 реактивни снаряда за 20 секунди.
На въоръжение в Българската армия е от 1969 г. Използва се от  4-ти артилерийски полк– Асеновград.

## Боеприпаси
Използваният 122 мм реактивен снаряд М21ОФ-М с готови осколочни елементи е предназначен за унищожаване на минохвъргачки, полева и реактивна артилерия и моторизирани части, на жива сила и огневи средства на противника в окопи и опорни пунктове, за пробиване на проходи в заграждения, за унищожаване на тила на противника и за едновременно поразяване на голяма площ  на групови цели при залпов огън.
Тегло на снаряда - 66,180 кг, далекобойност - 20127 м, максимална скорост - 690 м/с.
Площ на поразяване на снаряда - един изстрел по жива сила: 750 кв. м, един изстрел по небронирана техника - 685 кв. м, един изстрел по бронирана техника - 605 кв. м

## Модификации на бойните машини
Реактивната система е монтирана обикновено на шаси на камиони „Урал-375Д“ или „Урал-4320“, което само по себе си представлява еволюция на БМ-13 Катюша. На Запад системата е позната като M1964.
РСЗО „Град-В“ (9К54) представлява модификация на комплекса „Град“ с бойна машина 9П125 на основата на ГАЗ-66 за артилерията на ВДВ.
РСЗО „Град-1“ (9К55) представлява модификация на комплекса „Град“ с бойна машина 9П138 на основата на ЗИЛ-131 за полкова артилерия.
РСЗО БМ-21 „Град-1А“ (БелГрад) представлява беларуска модификация на комплекса „Град“ с бойна машина на основата на МАЗ-6317.
Също за основната РСЗО „Град“ (9К51) е създадена усъвършенствана бойна машина 2Б17 на основата на „Урал-4320“.